# Dentelle aux fuseaux
 (mai 2014).

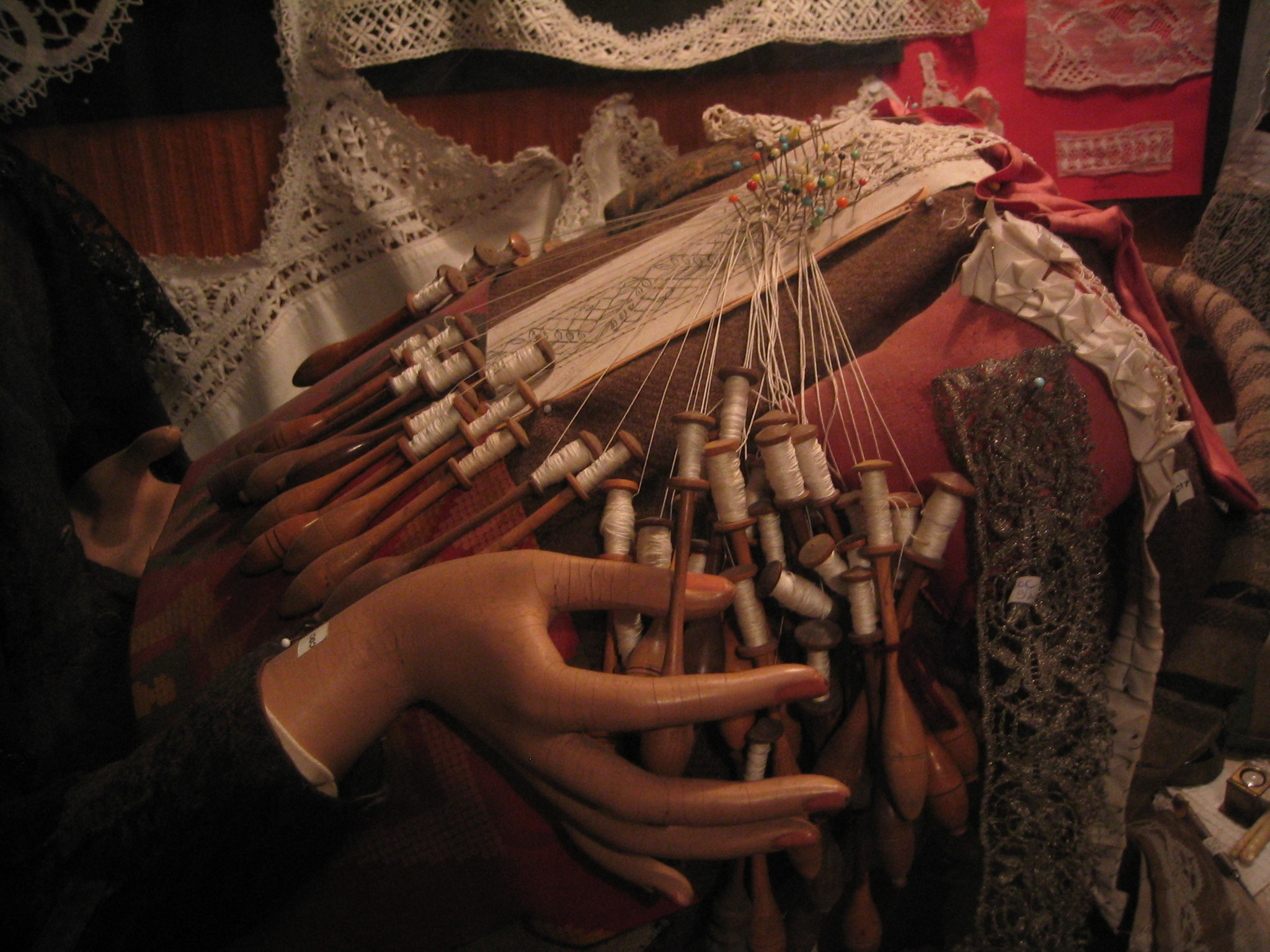
Dentelle aux fuseaux (Vosges)

La dentelle aux fuseaux est une technique manuelle traditionnelle de la passementerie qui consiste à tisser des pièces délicates telles que napperons, mouchoirs, broderies en dentelle faite à la main, à partir de fil de  lin, de coton ou de soie, enroulé sur des fuseaux,  que l'on tisse à partir d'un modèle réalisé sur un carton qui sert de patron fixé sur un carreau (métier à dentelle).

## Présentation

### Historique
La dentelle aux fuseaux est apparue lorsqu'on a voulu donner un aspect décoratif aux bords des vêtements. La technique est apparue à la Renaissance en Italie (Venise), puis en Flandres. Elle s'est ensuite généralisée à travers l'Europe puis le Nouveau Monde.
En France, la plupart des premières dentelles ont d’abord été importées d'Italie et de Flandres. En 1665, par mesure économique, Colbert décida d’interdire l'importation de la dentelle et fonda des manufactures royales.
Au XVIIIe siècle, 20 000 dentellières manient les fuseaux en Normandie, 40 000 dans le Nord-Pas-de-Calais et le Valenciennois, plus de 100 000 dans la Région du Puy en Velay. La noblesse et le clergé sont couverts de dentelles.
Au XIXe siècle, la Révolution industrielle et l’apparition des métiers mécaniques amorcèrent le déclin de la dentelle faite à la main.

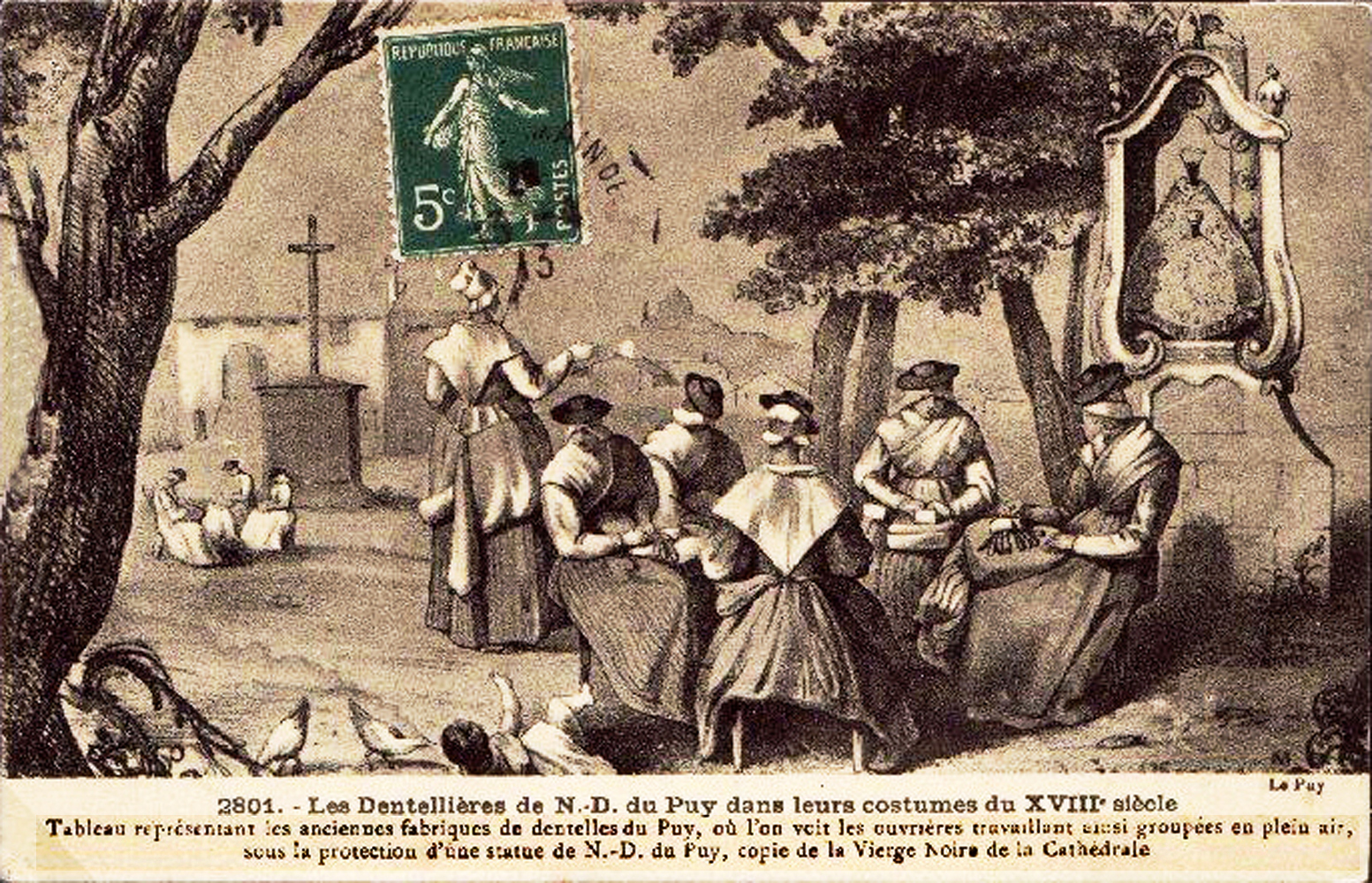
Dentellières du Puy au XVIIIe siècle.
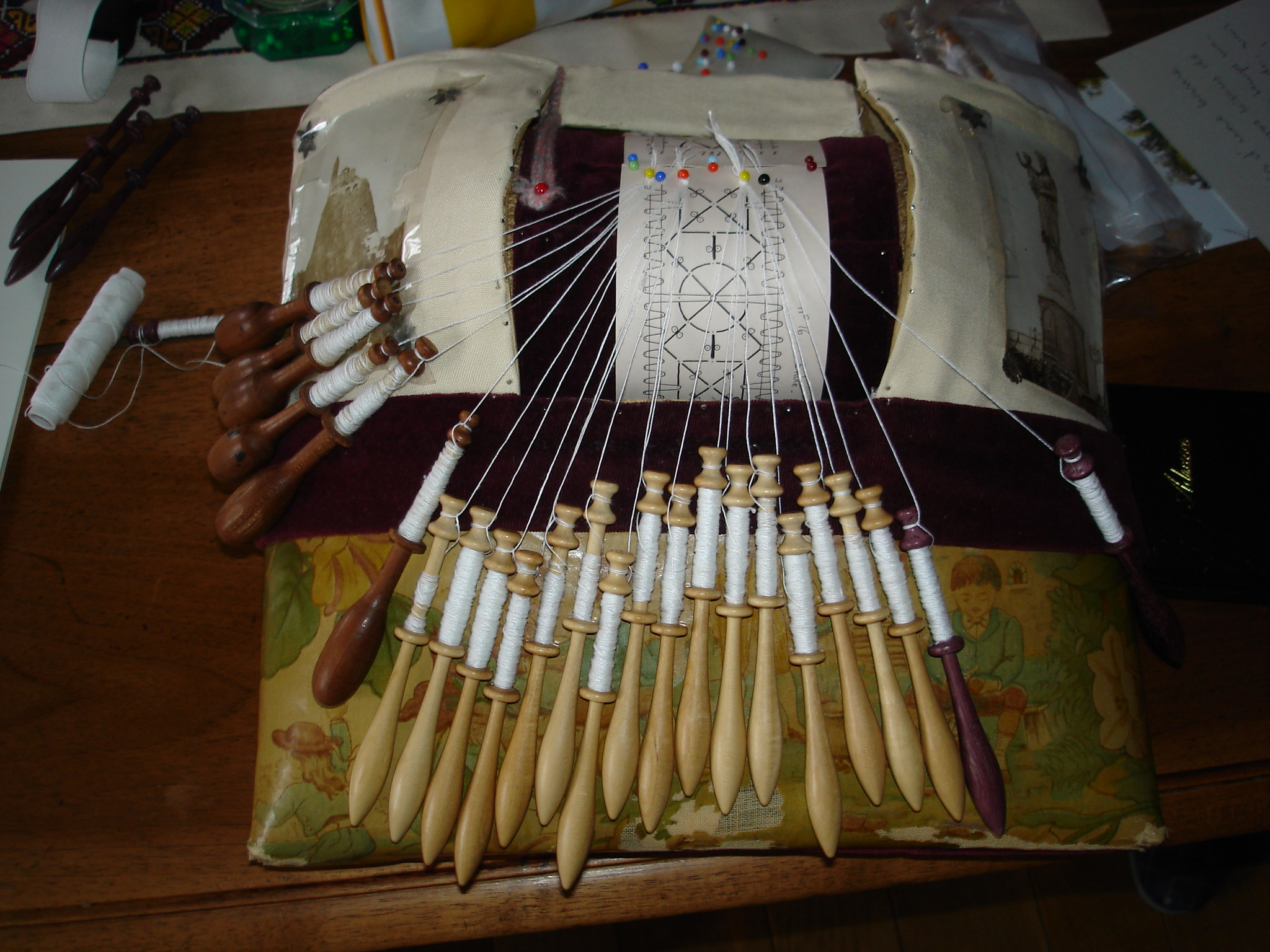
Carreau pour la dentelle aux fuseaux du Puy.
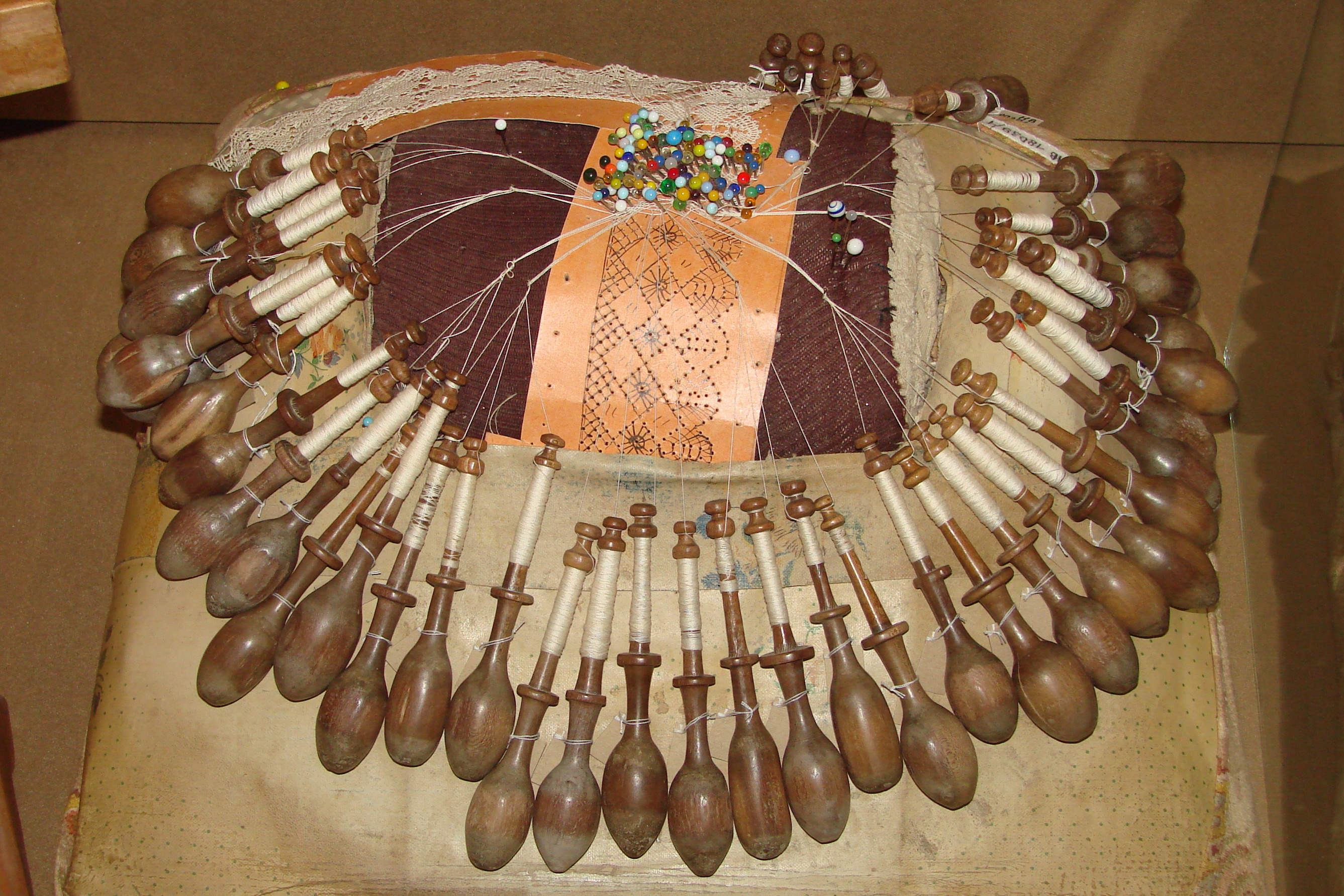
Musée de la dentelle de Vologda en Russie.
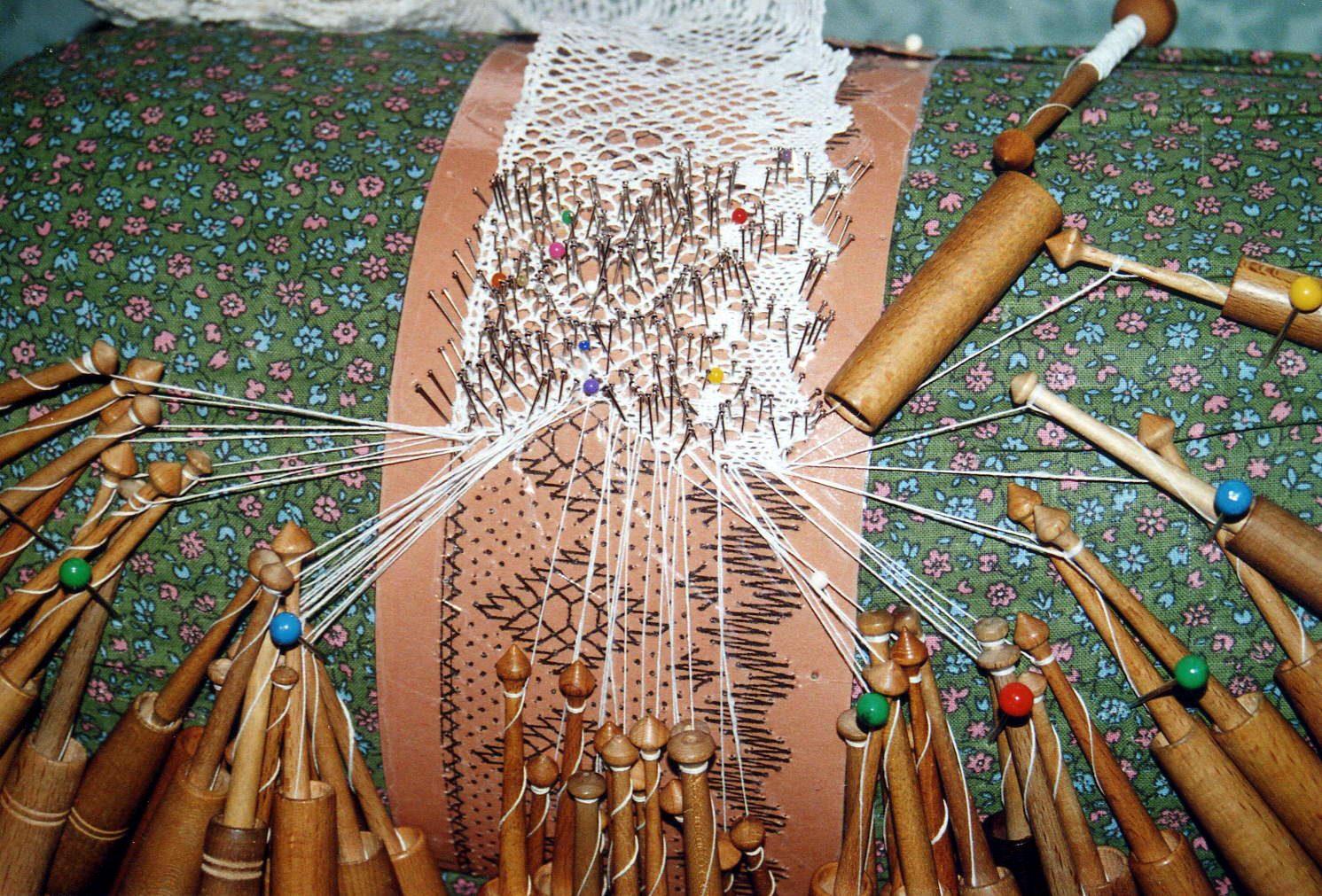
Dentelle aux fuseaux au Danemark.
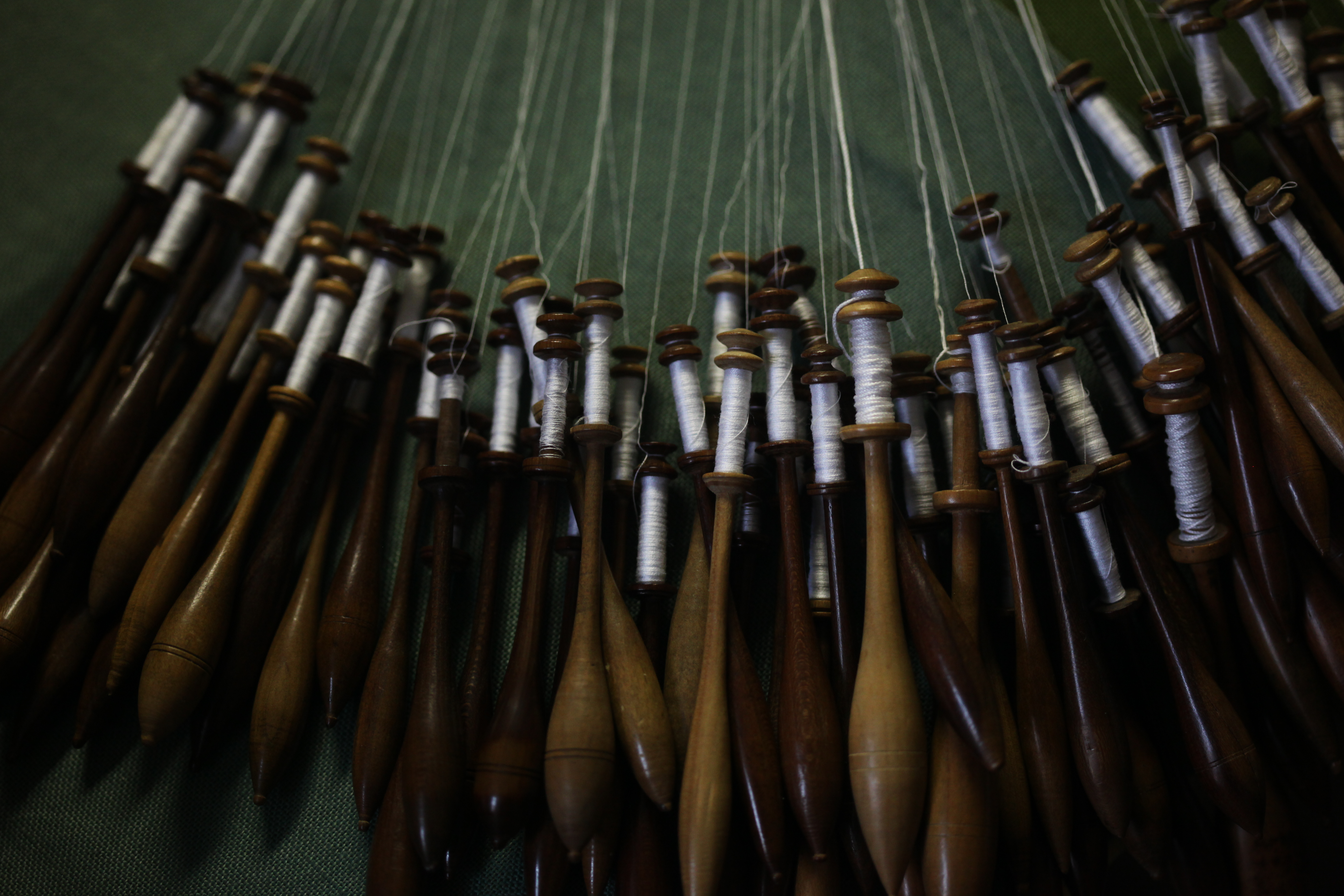
Fuseaux à Neuchâtel en Suisse.
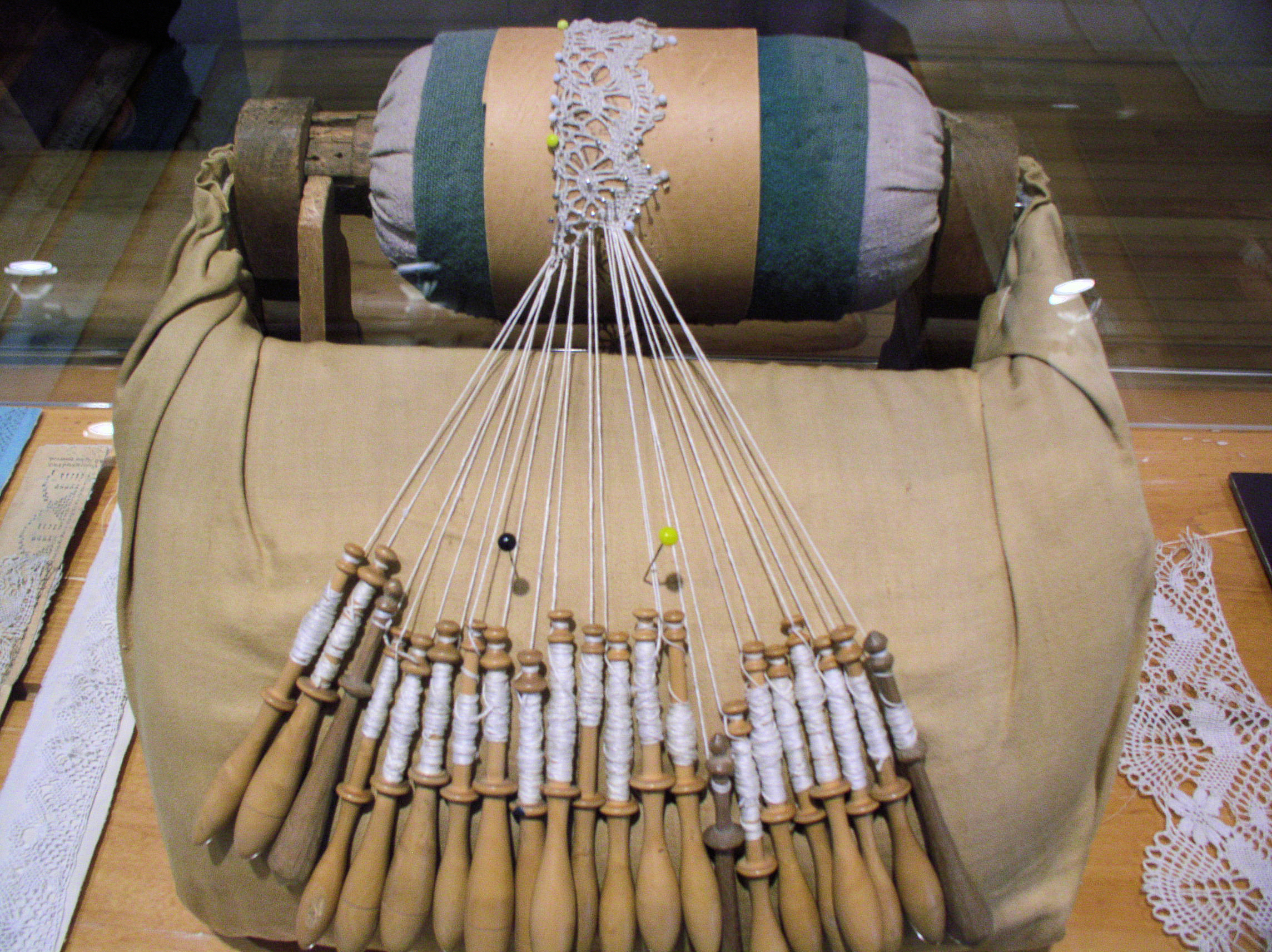
Musée des Ursulines de Québec.

### Technique
Cette section ne s'appuie pas, ou pas assez, sur des sources secondaires ou tertiaires indépendantes du sujet.

Pour l'améliorer, ajoutez-en, ou placez des modèles {{Source secondaire souhaitée}} ou {{Source secondaire nécessaire}} sur les passages mal sourcés. (avril 2022)
La dentelle aux fuseaux peut être faite avec des fils grossiers ou fins. Traditionnellement, elle a été faite avec le lin, la soie, la laine ou le coton. Aujourd'hui, elle est toujours réalisée avec des fibres naturelles ou avec des fibres synthétiques.
Les bobines de fuseaux sont fabriqués à partir du bois de houx (arbuste au bois solide et léger), de cerisier, d'acajou, d'ivoire, d'os, d'écaille de tortue, etc. Traditionnellement, la poignée des fuseaux a une forme de quille pour mieux l'attraper avec les mains.
À partir d'un carton fixé sur un carreau, on dessine un modèle sur lequel on fixe des piqûres afin de délimiter les motifs. On place les épingles et on prépare les fuseaux portant les différents coloris de fil . Le fil n'est pas enroulé autour des fuseaux, mais à l'inverse, on fait tourner les fuseaux pour enrouler le fil, afin que ce dernier ne se vrille pas, ce qui réduit le risque de casse ou d'emmêlement. Ensuite reste l'apprentissage pour savoir croiser les fuseaux.

### Dentellerie aux fuseaux en Slovénie
La dentellerie aux fuseaux en Slovénie est inscrite sur la liste représentative du patrimoine culturel immatériel de l'humanité par l'UNESCO le 29 novembre 2018.

## Galerie photographique

### Dentellières aux fuseaux

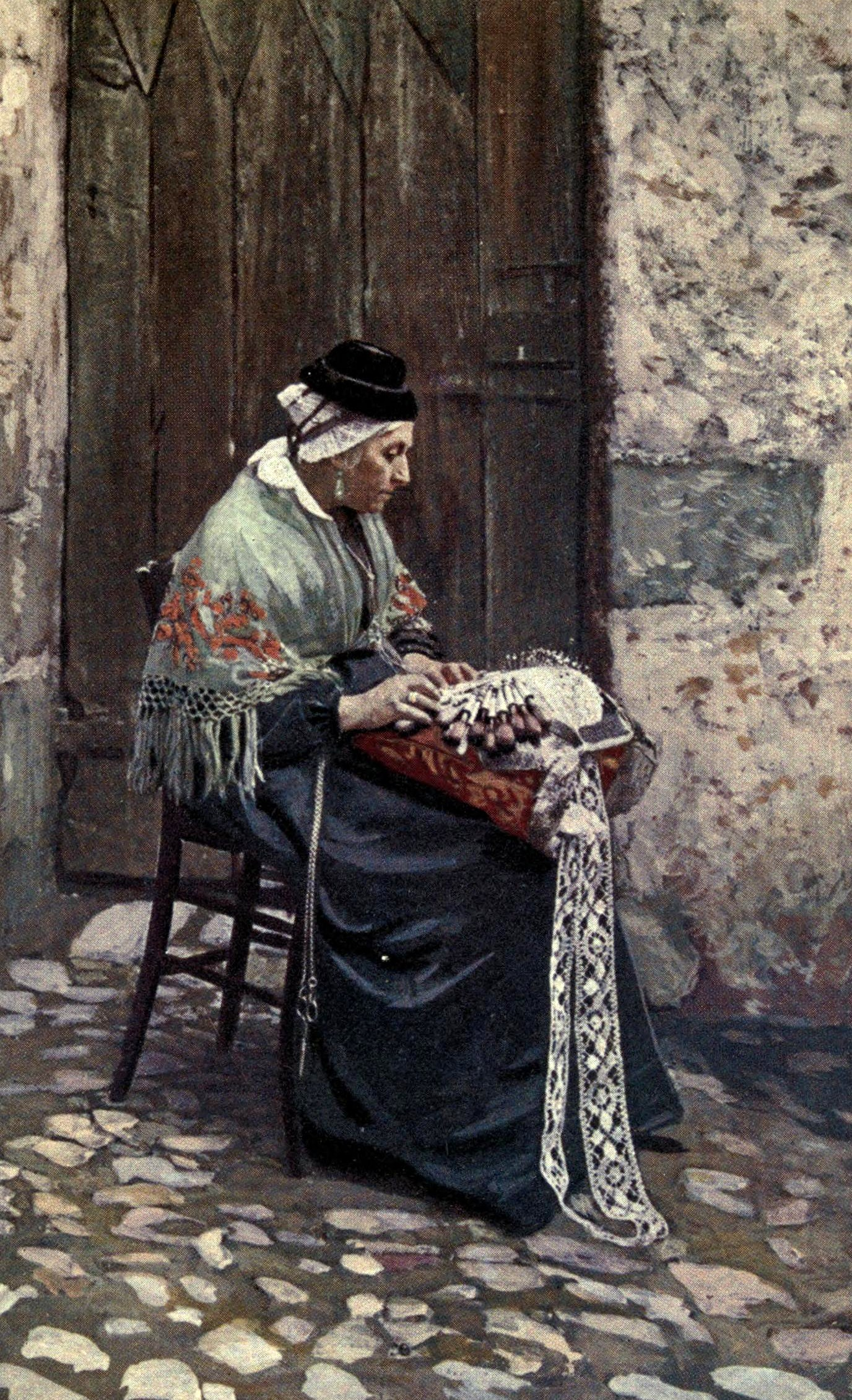
Dentellière aux fuseaux des Cévennes
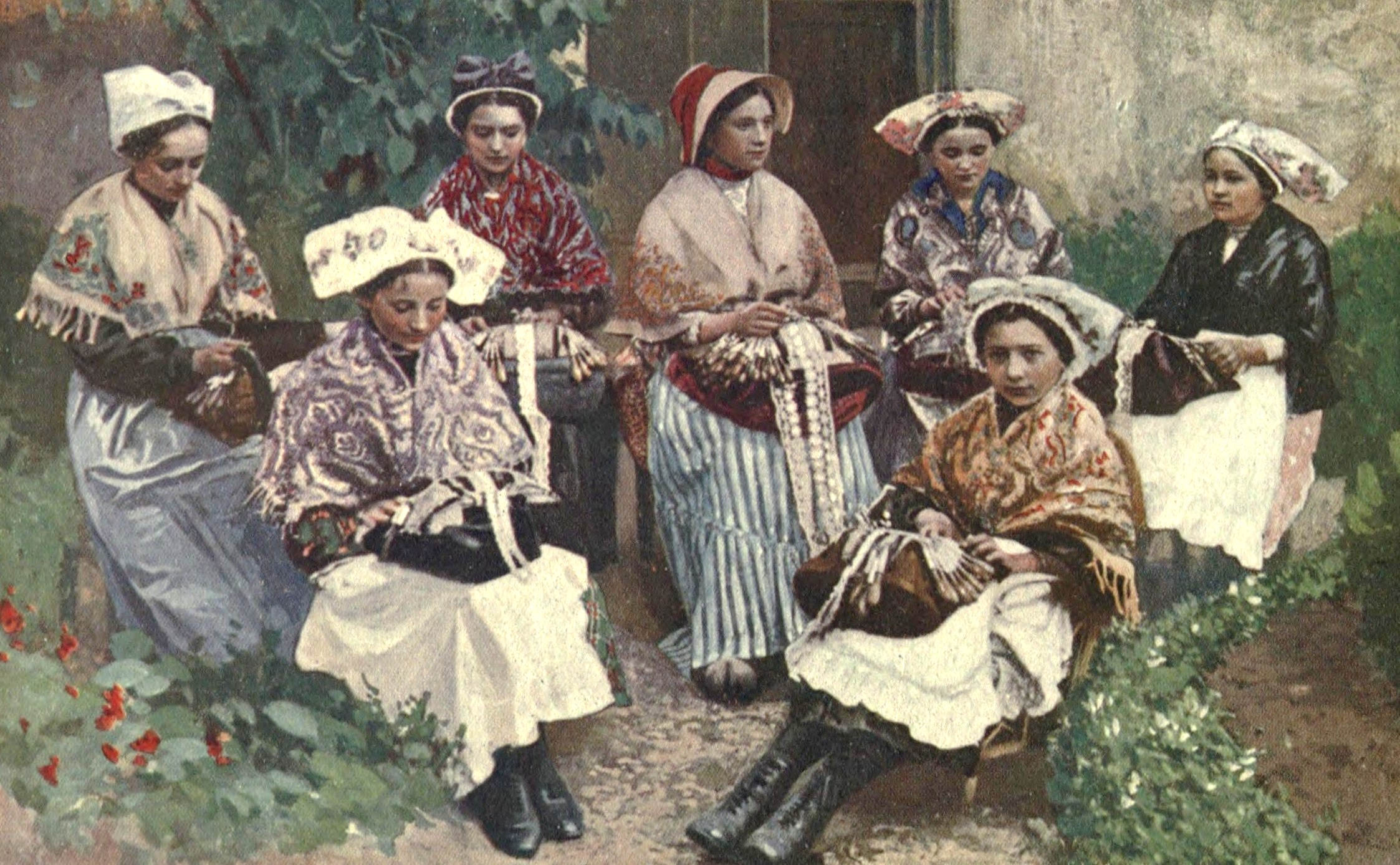
Groupe de dentellières du Puy en Velay
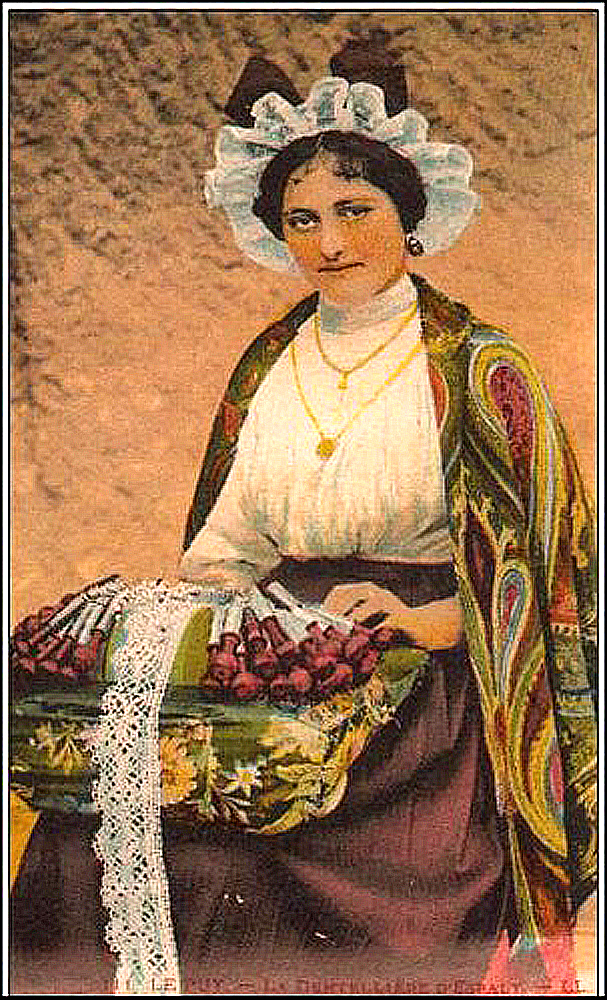
Dentellière d'Espaly en Haute-Loire

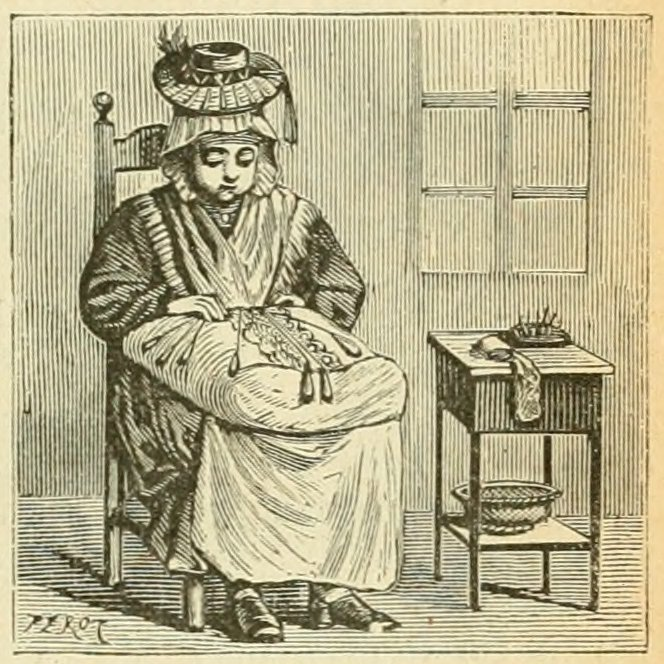
Le Tour de la France par deux enfants de G. Bruno
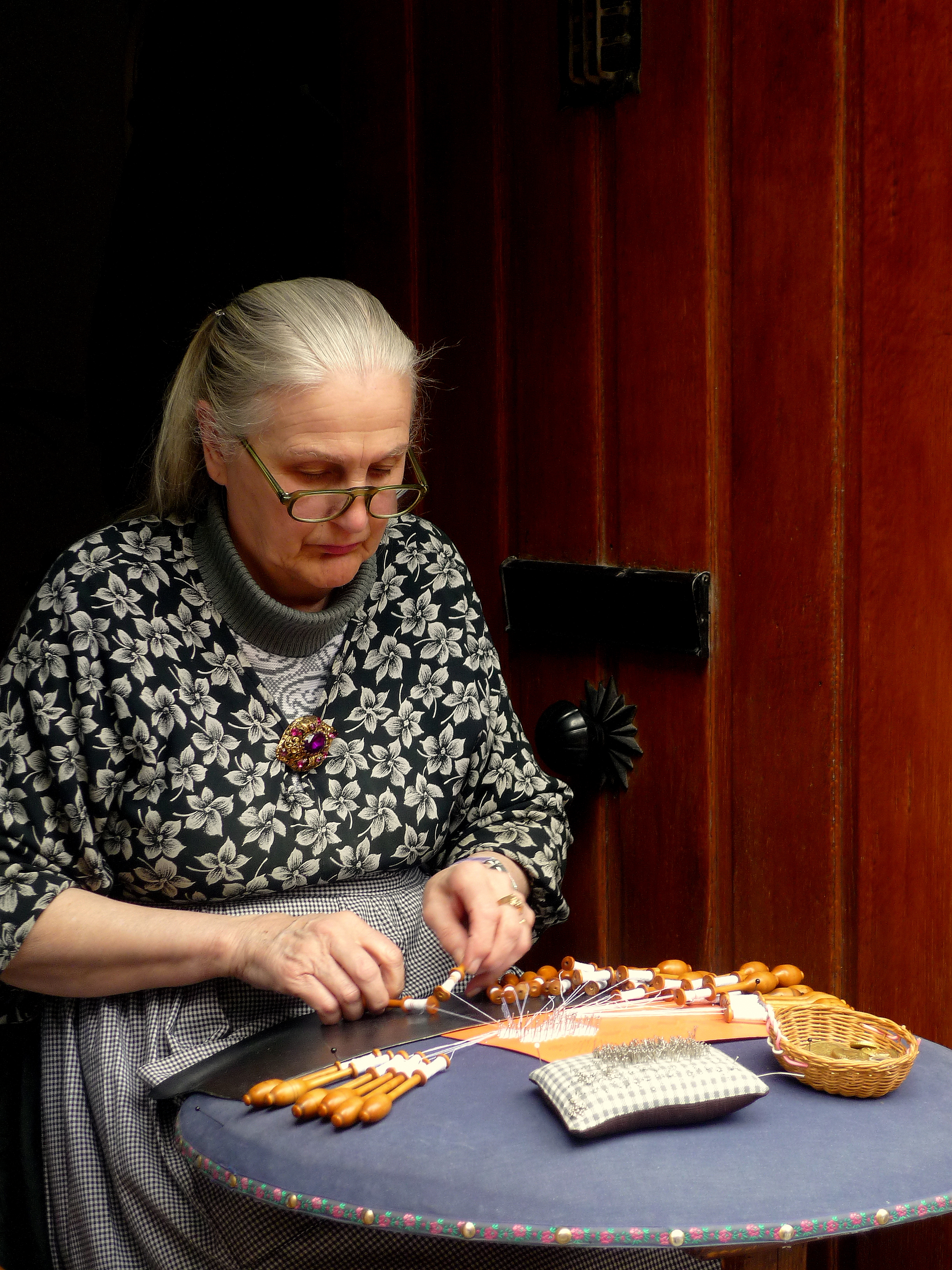
Manipulation délicate des fuseaux
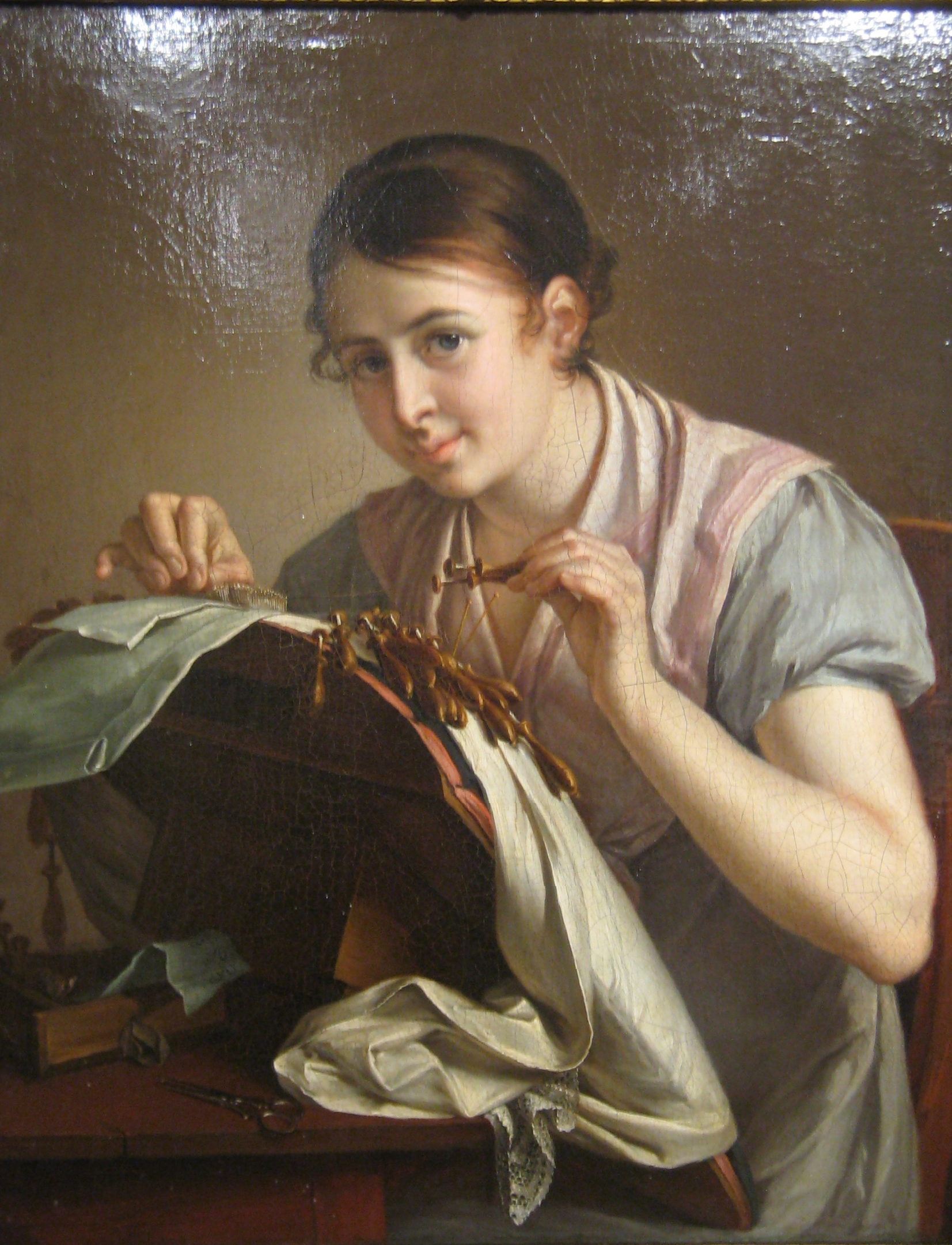
Dentellière aux fuseaux de Vassili Tropinine

### Divers modèles de fuseaux

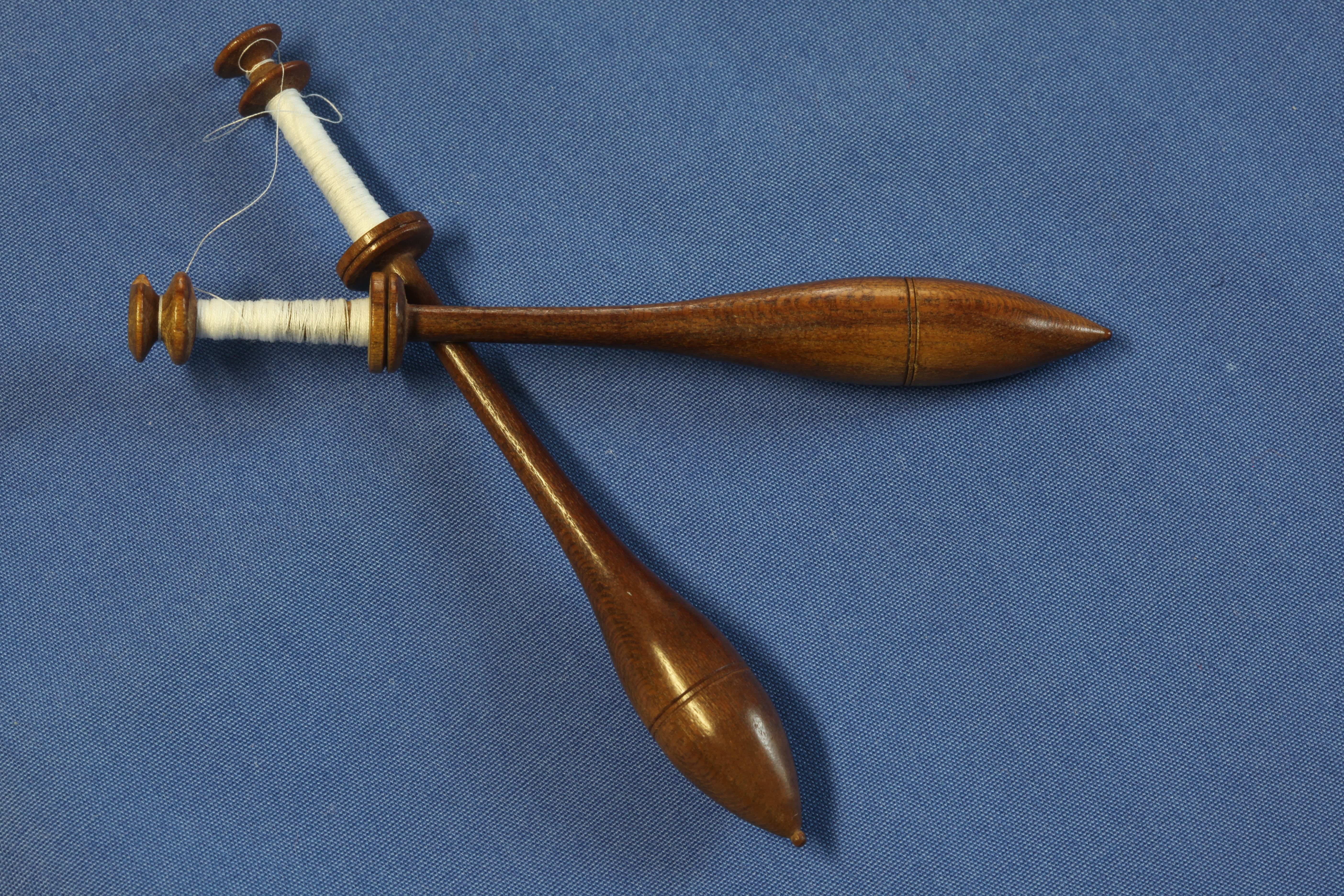
Fuseaux traditionnels
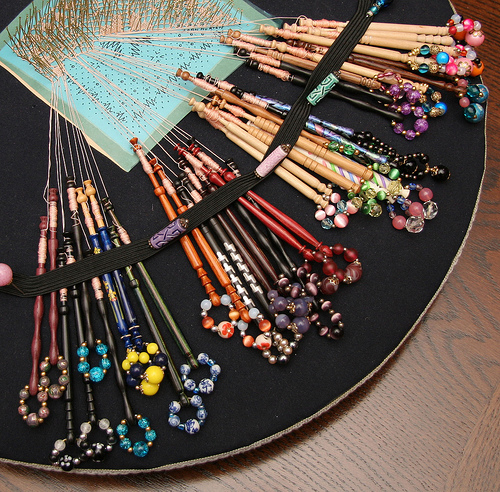
Fuseaux anglais
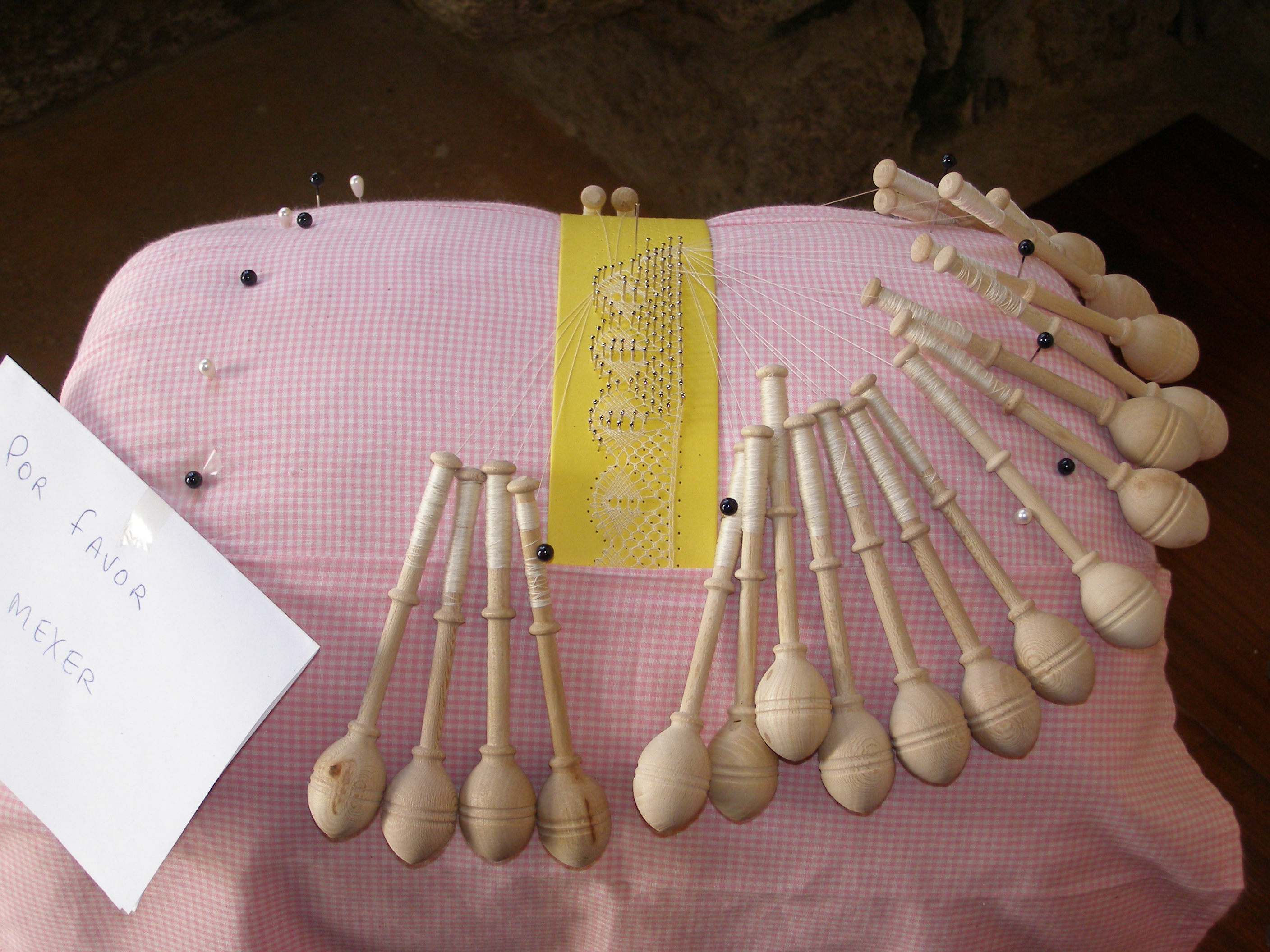
Fuseaux portugais
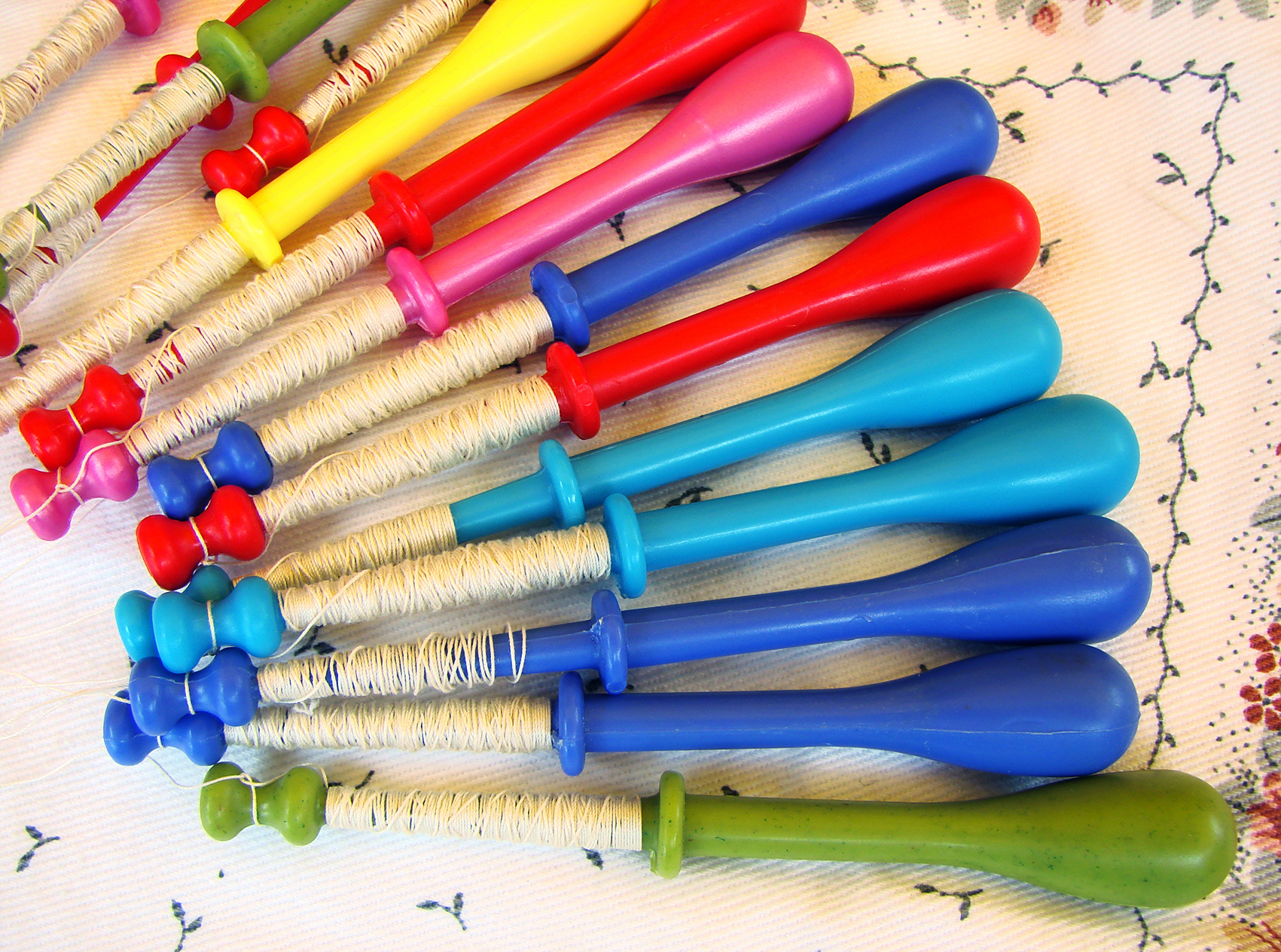
Fuseaux modernes

### Dentelle produite

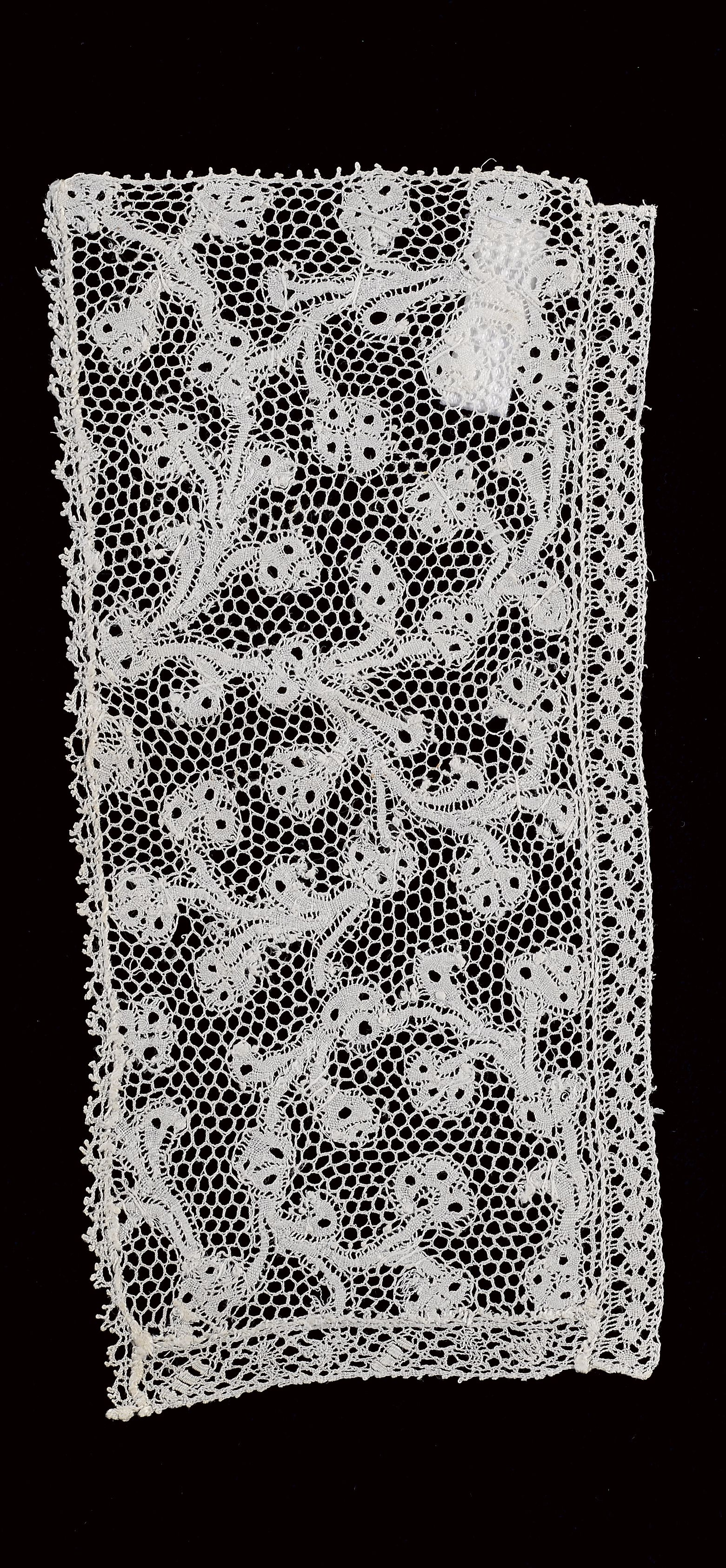
Bordure (Flandres, fin XVIIe siècle).
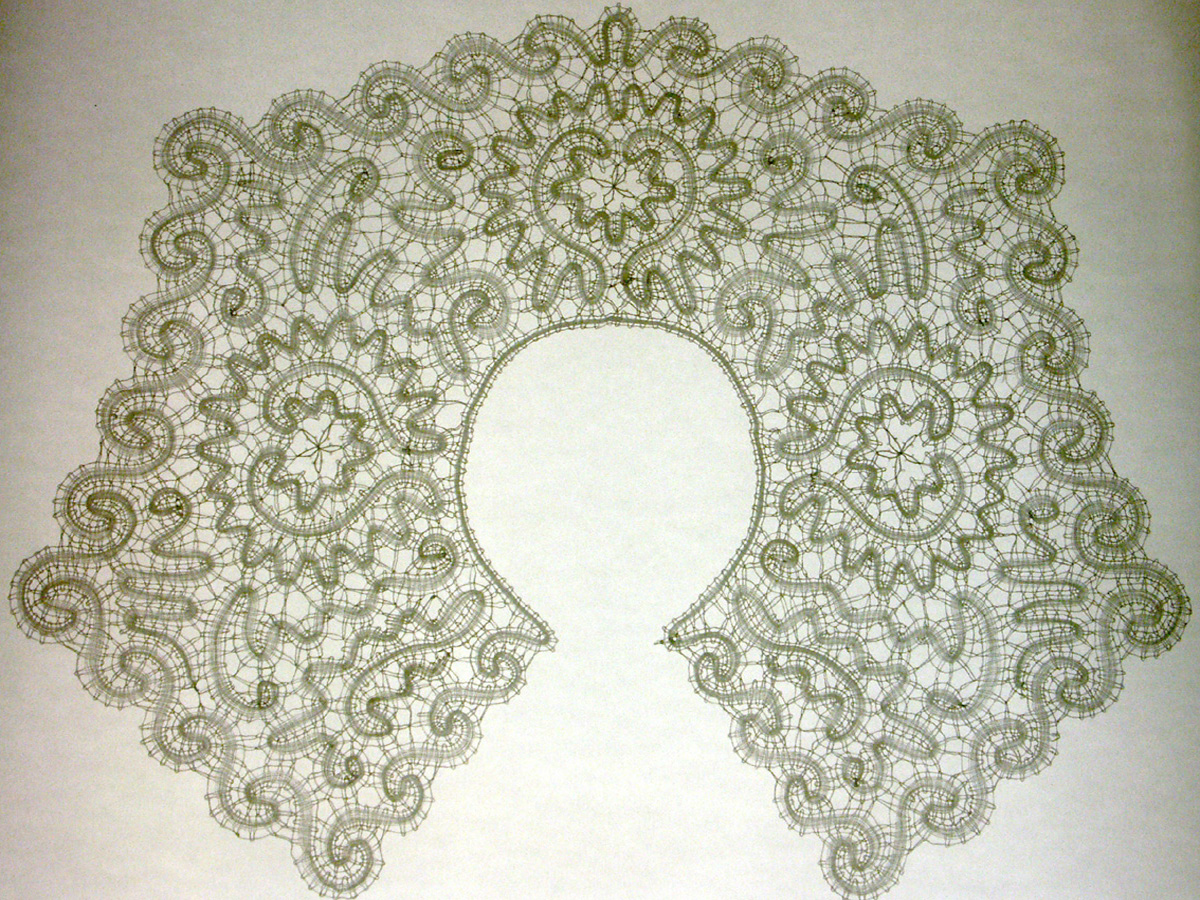
Col (Danemark).
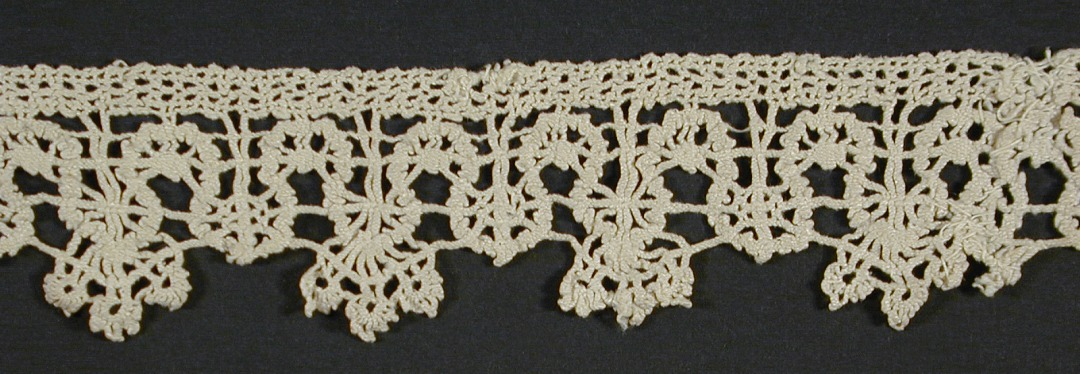
Bordure (Gênes, fin XVIe siècle).
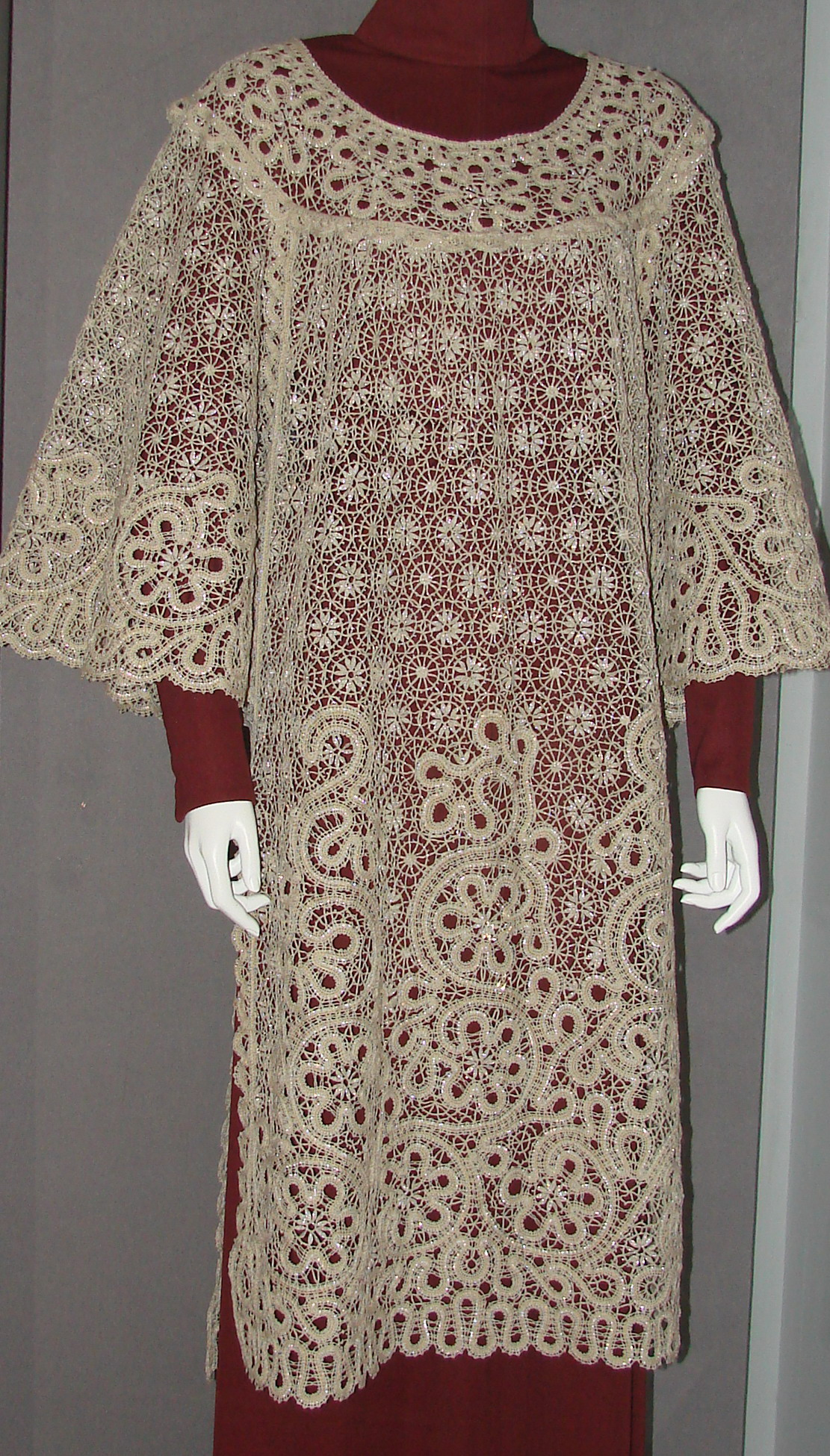
Robe (Russie).
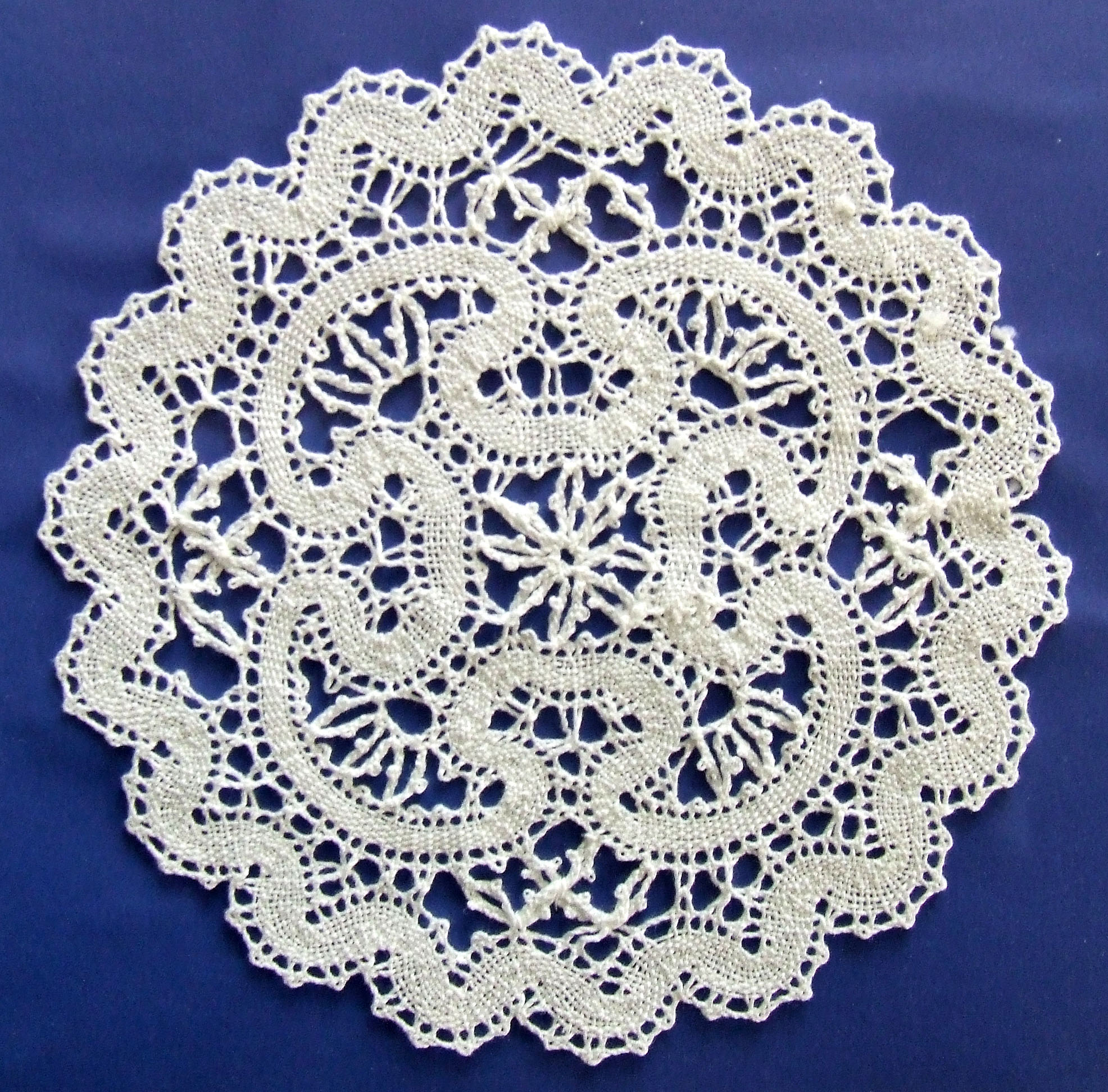
Napperon (Slovénie).
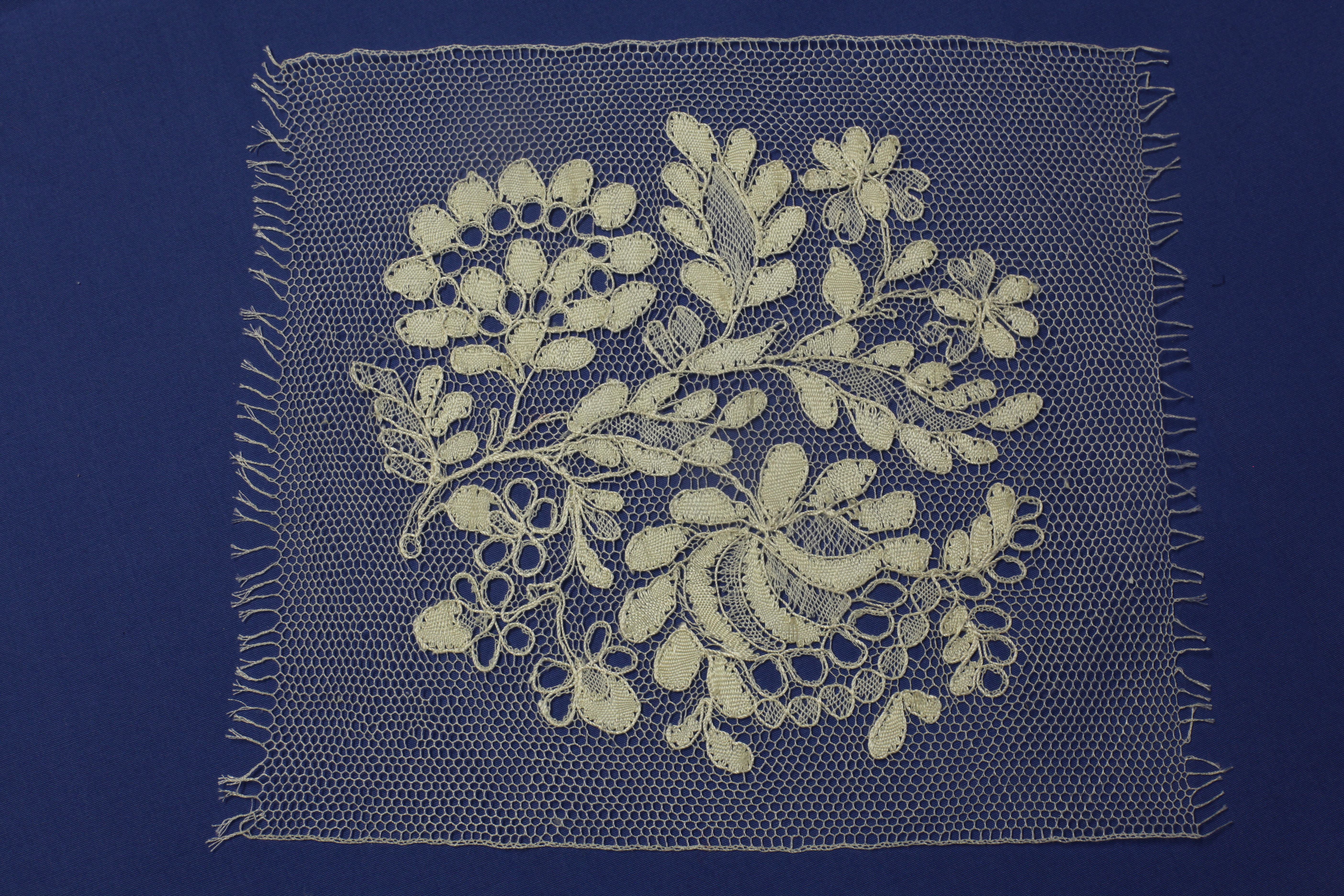
Dentelle de Neuchâtel (Suisse).
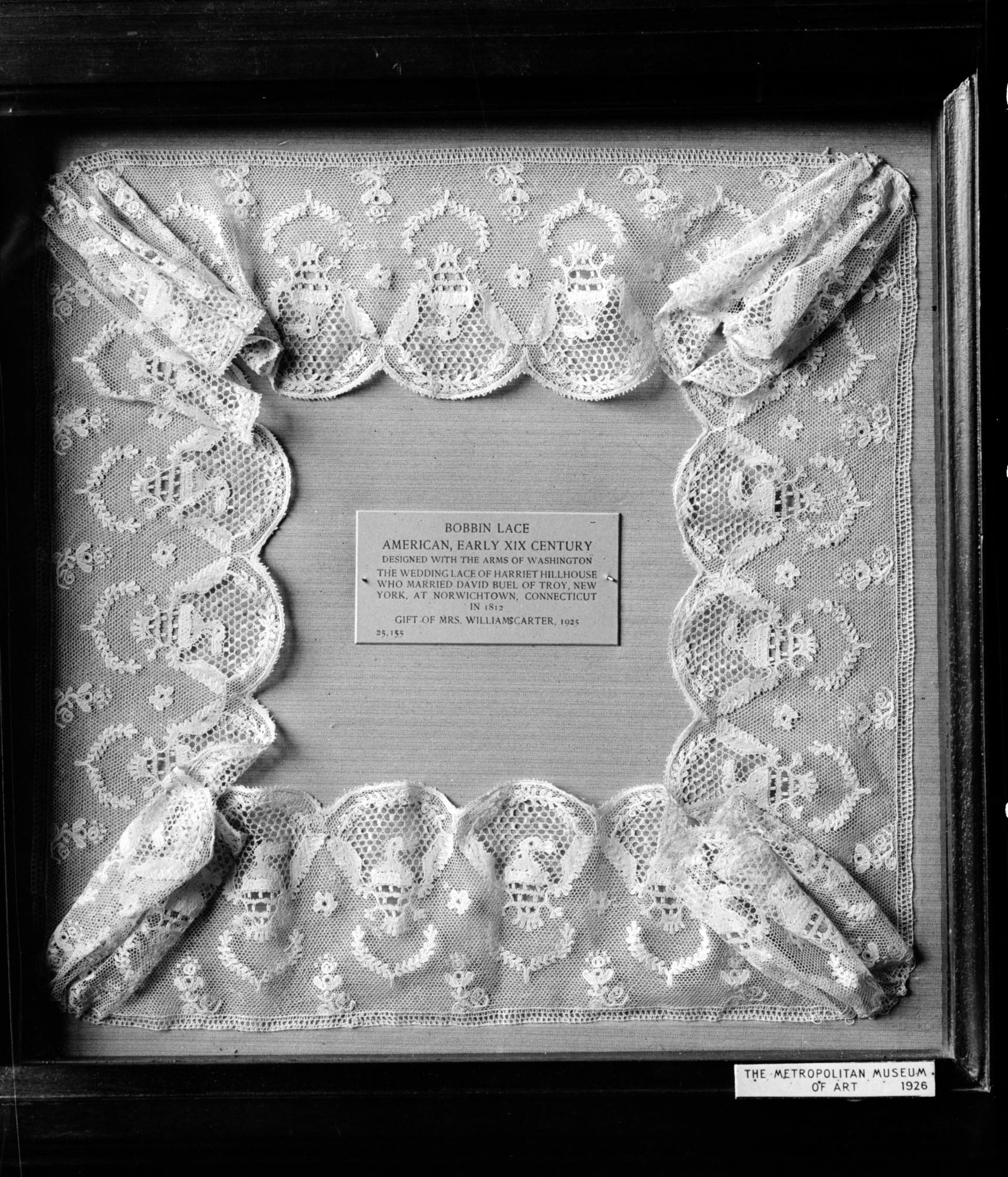
Bordure (États-Unis, 1812).